# Агроекосистема
Агроекосисте́ма — нестійка система агроценопопуляцій культивованих рослин на оброблюваних ґрунтах. Її структура і режим підтримуються і регулюються людиною. При відсутності контролю поступово втрачає свої властивості і функції.

## Конструювання агроекосистеми
Особливої уваги при конструюванні агроекосистем заслуговують рослини-репеленти, що виділяють відлячні для комах речовини. Так, обробіток злакових трав навколо посівів квасолі знижує їх ушкодження цикадками. Перспективні і культури-«пастки».
Наприклад, для боротьби з буряковою нематодою використовують ранні посіви хрестоцвітих з подальшою їх загортанням (сидерати). В умовах полікультури нерідко знижується ураження культивованих рослин збудниками хворіб і вірусами унаслідок менших темпів накопичення і розповсюдження інокулюма і вірусів під впливом мікроклімату — зміни вогкості, температури, освітленості.
Конструювання агроекосистеми за принципом сівозміни, — це послідовний обробіток різних культур в часі і просторі, робить вирішальний вплив не тільки, на родючости ґрунту, але і виживання фітопатогенів, нематод, комах, бур'янів.
Як дієвий засіб боротьби з шкідливими організмами здавна використовуються і різні способи обробки ґрунту. У зв'язку з цим необхідно враховувати, що перехід, наприклад, до мінімальної обробки ґрунту приводить до такої зміни видового складу бур'янів, при якому набувають широке поширення ботанічно близькі до оброблюваної культури види бур'янистої рослинності. Оскільки в рослинних залишках, що зберігаються на поверхні ґрунту, створюються кращі умови для виживання, зростання і розмноження фітопатогенів, імовірність виникнення епіфітотій зростає. При мінімальній обробці підвищується виживання і комах-шкідників, зростає їх різноманітність. В той же час зниження температури (на 1—4°С) і більша вогкість ґрунту в цих умовах зменшують ураження рослин кукурудзи стебловою гнилизною. 
Застосування соломи як мульчі знижує чисельність білокрилки, що є переносником вірусу. В цілому мінімальна обробка ґрунту наближає агроценози до природних екосистем, сприяючи не тільки збереженню органічних речовин, але і активації ґрунтових мікроорганізмів і безхребетних.
Чисельні дані свідчать про те, що в умовах використання високих доз азотних добрив, зрошування і потенційно високоурожайних сортів і гібридів (конкурентоспроможність яких звичайно понижена) істотне зменшення врожайності пов'язане із засміченістю полів. До числа особливо шкідливих для сільськогосподарських культур відносяться близько 250 видів бур'янів, звично характеризуються високою насінною продуктивністю. Найбільшу шкоду бур'яни наносять в першу третину вегетації культивованих рослин. 
Багато бур'янів є резерваторами шкідників. Так, представники більш 70 родин членистоногих, що вражають культивовані види рослин, використовують бур'яни як кормову базу. В той же час і корисна ентомофауна нерідко приурочена до засмічуючих рослин. Причому наявні дані свідчать про те, що масове розповсюдження сільськогосподарських шкідників з більшою імовірністю відбувається на незасмічених, ніж засмічених.
Тому залежність врожайності від густини популяції бур'янів виявляється нелінійною, а сигмоїдальною: низька густина популяцій бур'янів звичайно не впливає на врожайність, а деякі види бур'янів навіть стимулюють зростання рослин-господарів.
Необхідний системний підхід до управління динамікою чисельності популяцій бур'янів. Зокрема, слід враховувати різну конкурентоспроможність зернових колосових культур (овес — пшениця — ячмінь).